# カナディアン・アメリカン・リーグ
カナディアン・アメリカン・リーグ（Canadian American Association of Professional Baseball, 略称：Can-Am League〈カンナムリーグ〉）は、アメリカ合衆国とカナダにまたがるプロ野球の北米独立リーグ。2019年をもって解散した。

## 概要
1995年にノースイースト・リーグ（Northeast League）として設立された。
1999年に一度ノーザンリーグと合併しノーザンリーグ・イーストとなったが、2002年のリーグ戦終了後に再びノースイースト・リーグとして独立した。
2005年からはチームを再編成、リーグ名を現在のものに変更した。
ケベック・キャピタルズが2009年から5連覇を果たした。
2015年6月には野球キューバ代表の参戦と、四国アイランドリーグplusの選抜チームと交流戦16試合（17試合の予定であったが、1試合は雨天中止）が行われた。内訳は、ニュージャージー・ジャッカルズ・サセックスカウンティー・マイナーズ・トロワリヴィエール・エーグルスが各3試合、ロックランド・ボールダーズが4試合、ケベック・キャピタルズが2試合、オタワ・チャンピオンズが1試合である。戦績は、アイランドリーグ選抜チームの6勝10敗であった。アイランドリーグとの交流戦は2016年6月にも19試合（内訳はサセックスが4試合、そのほかはニュージャージー、ロックランド、ケベック、トロワリヴィエール、オタワが各3試合）が実施され、アイランドリーグの8勝11敗であった。アイランドリーグの遠征は2年のブランクを置いて2019年に3回目がおこなわれ、戦績はアイランドリーグ選抜チームの7勝12敗だった。
2019年10月16日、翌2020年シーズンからフロンティア・リーグと合併することが発表され、当年限りでリーグは解散した。

## リーグ構成球団
解散時の構成チームは下記の通り。
| チーム名                           | 英語表記              | 参加年 | 本拠地                             | 備考     |
| ---------------------------------- | --------------------- | ------ | ---------------------------------- | -------- |
| ニュージャージー・ジャッカルズ     | New Jersey Jackals    | 1998   | ニュージャージー州リトルフォールズ |          |
| ケベック・キャピタルズ             | Québec Capitales      | 1999   | ケベック州ケベック                 |          |
| ロックランド・ボールダーズ         | Rockland Boulders     | 2011   | ニューヨーク州ポモナ               |          |
| トロワリヴィエール・エーグルス     | Trois-Rivières Aigles | 2013   | ケベック州トロワリヴィエール       |          |
| オタワ・チャンピオンズ             | Ottawa Champions      | 2015   | オンタリオ州オタワ                 | [ 注 1 ] |
| サセックスカウンティー・マイナーズ | Sussex County Miners  | 2015   | ニュージャージー州オーガスタ       |          |

## 過去に加盟していた球団
| チーム名                                               | 英語表記                            | 参加年 | 脱退年 | 本拠地                                   | 備考 |
| ------------------------------------------------------ | ----------------------------------- | ------ | ------ | ---------------------------------------- | --- |
| アディロンダック・ランバージャックス                   | Adirondack Lumberjacks              | 1995   | 2002   | ニューヨーク州グレンズフォールズ         | →バンゴー・ランバージャックスに名称変更                                                                     |
| バンゴー・ランバージャックス                           | Bangor Lumberjacks                  | 2003   | 2004   | メイン州バンゴー                         | |
| オールバニ・コロニー・ダイヤモンドドッグス             | Albany-Colonie Diamond Dogs         | 1995   | 2002   | ニューヨーク州コロニー                   | |
| モホークバレー・ランドシャークス                       | Mohawk Valley Landsharks            | 1995   | 1995   | ニューヨーク州リトルフォールズ           | →ロードアイランド・タイガーシャークスに名称変更                                                             |
| ロードアイランド・タイガーシャークス                   | Rhode Island Tiger Sharks           | 1996   | 1996   | ロードアイランド州ウェストワーウィック   | →アレンタウン・アンバサダーズに名称変更                                                                     |
| アレンタウン・アンバサダーズ                           | Allentown Ambassadors               | 1997   | 2003   | ペンシルベニア州アレンタウン             | |
| ニューバーグ・ナイトホークス                           | Newburgh Night Hawks                | 1995   | 1996   | ニューヨーク州ニューバーグ               | →ウォーターバリー・スピリットに名称変更                                                                     |
| ウォーターバリー・スピリット                           | Waterbury Spirit                    | 1997   | 2000   | コネチカット州ウォーターバリー           | →ノースショア・スピリットとして2003に復帰                                                                   |
| ノースショア・スピリット                               | North Shore Spirit                  | 2003   | 2007   | マサチューセッツ州リン                   | |
| サリバン・マウンテンライオンズ                         | Sullivan Mountain Lions             | 1995   | 1995   | ニューヨーク州サリバン                   | →キャッツキル・クーガーズに名称変更し、ノース・アトランティック・リーグに移籍 1997に復帰                    |
| キャッツキル・クーガーズ                               | Catskill Cougars                    | 1997   | 2000   | ニューヨーク州キャッツキル               | 1999は活動休止                                                                                              |
| ヨンカーズ・フットオウルズ                             | Yonkers Hoot Owls                   | 1995   | 1995   | ニューヨーク州ヨンカーズ                 | |
| バンゴー・ブルーオックス                               | Bangor Blue Ox                      | 1996   | 1997   | メイン州バンゴー                         | |
| エルマイラ・パイオニアーズ                             | Elmira Pioneers                     | 1996   | 2005   | ニューヨーク州エルマイラ                 | →ニューヨーク大学野球リーグへ移籍                                                                           |
| マサチューセッツ・マッドドッグス                       | Massachusetts Mad Dogs              | 1997   | 1999   | マサチューセッツ州リン                   | →2002にバークシャー・ブラックベアーズとして復帰 1996はノース・アトランティック・リーグに所属                |
| バークシャー・ブラックベアーズ                         | Berkshire Black Bears               | 2002   | 2003   | マサチューセッツ州ピッツフィールド       | →ニューヘイブンカウンティ・カッターズに名称変更                                                             |
| ニューヘイブンカウンティ・カッターズ                   | New Haven County Cutters            | 2004   | 2007   | コネチカット州ニューヘイブン             | |
| ブロックトン・ロックス                                 | Brockton Rox                        | 2002   | 2011   | マサチューセッツ州ブロックトン           | →フューチャー大学野球リーグへ移籍                                                                           |
| サセックス・スカイホークス                             | Sussex Skyhawks                     | 2006   | 2010   | ニュージャージー州オーガスタ             | |
| ナシュア・プライド                                     | Nashua Pride                        | 2006   | 2008   | ニューハンプシャー州ナシュア             | →アメリカン・ディフェンダーズ・オブ・ニューハンプシャーに名称変更 1998 – 2005はアトランティックリーグに所属 |
| アメリカン・ディフェンダーズ・オブ・ニューハンプシャー | American Defenders of New Hampshire | 2009   | 2009   | ニューハンプシャー州ナシュア             | →ピッツフィールド・コロニアルズに名称変更                                                                   |
| ピッツフィールド・コロニアルズ                         | Pittsfield Colonials                | 2006   | 2011   | マサチューセッツ州ピッツフィールド       | |
| アトランティックシティ・サーフ                         | Atlantic City Surf                  | 2007   | 2008   | ニュージャージー州アトランティックシティ | 1998 - 2006はアトランティックリーグに所属                                                                   |
| オタワ・ラピッズ                                       | Ottawa Rapidz                       | 2008   | 2008   | オンタリオ州オタワ                       | |
| ウースター・トルネードズ                               | Worcester Tornadoes                 | 2005   | 2012   | マサチューセッツ州ウースター             | |
| ニューアーク・ベアーズ                                 | Newark Bears                        | 2011   | 2013   | ニュージャージー州ニューアーク           | 1999 – 2010はアトランティックリーグに所属                                                                   |

## 歴代優勝チーム
ノースイースト・リーグ
- 1995年 アディロンダック・ランバージャックス
- 1996年 オールバニ・コロニー・ダイヤモンドドッグス
- 1997年 エルマイラ・パイオニアーズ
- 1998年 ニュージャージー・ジャッカルズ

ノーザンリーグ・イースト（ノーザンリーグ）
- 1999年 オールバニ・コロニー・ダイヤモンドドッグス
- 2000年 アディロンダック・ランバージャックス
- 2001年 ニュージャージー・ジャッカルズ
- 2002年 ニュージャージー・ジャッカルズ

ノースイースト・リーグ
- 2003年 ブロックトン・ロックス
- 2004年 ニュージャージー・ジャッカルズ

カナディアン・アメリカン・リーグ
- 2005年 ウースター・トルネードズ
- 2006年 ケベック・キャピタルズ
- 2007年 ナシュア・プライド
- 2008年 サセックス・スカイホークス
- 2009年 ケベック・キャピタルズ
- 2010年 ケベック・キャピタルズ
- 2011年 ケベック・キャピタルズ
- 2012年 ケベック・キャピタルズ
- 2013年 ケベック・キャピタルズ
- 2014年 ロックランド・ボールダーズ
- 2015年 トロワリヴィエール・エーグルス
- 2016年 オタワ・チャンピオンズ
- 2017年 ケベック・キャピタルズ
- 2018年 サセックスカウンティー・マイナーズ
- 2019年 ニュージャージー・ジャッカルズ

## 日本人選手
投手
- 佐々木高広（アレンタウン・アンバサダーズ、1997）
- 品田操士（エルマイラ・パイオニアーズ、2001）
- 佐野慈紀（エルマイラ・パイオニアーズ、2001 - 2002、2004 - 2005）
- 矢野英司（ナシュア・プライド、2007 - 2008）
- 西川徹哉（ブロックトン・ロックス、2011）
- 横山貴明（ニュージャージー・ジャッカルズ、2019）　※出場なしで退団

内野手
- 吉田知晃（アレンタウン・アンバサダーズ、1997）
- 青木正儀（アディロンダック・ランバージャックス、2001）
- 妹尾克哉（ロックランド・ボールダーズ、2019）　※四国IL・香川オリーブガイナーズからの派遣

外野手
- 須藤力（アレンタウン・アンバサダーズ、1997）